# Parananochromis
Parananochromis es un género de peces de la familia Cichlidae en el orden de los Perciformes.

## Especies
Las especies de este género son:
- Parananochromis axelrodi Lamboj & Stiassny, 2003
- Parananochromis brevirostris Lamboj & Stiassny, 2003
- Parananochromis caudifasciatus (Boulenger, 1913)
- Parananochromis elobatus Lamboj, 2014
- Parananochromis gabonicus (Trewavas, 1975)
- Parananochromis longirostris (Boulenger, 1903)
- Parananochromis ornatus Lamboj & Stiassny, 2003
- Parananochromis orsorum Lamboj, 2014